# Duopoly
Duopoly ist ein Jazzalbum von Kris Davis. Die am 21., 22. und 31. Mai 2015 im Sear Sound Studio in New York City entstandenen Aufnahmen erschienen am 30. September 2016 auf Pyroclastic Records.

## Hintergrund
Nach einem Brainstorming mit dem Produzenten David Breskin war Kris Davis bereit, eine Reihe von Duetten mit acht Kollegen einzuspielen. Jedes Duo spielte zwei Stücke, eines komponiert und das andere frei improvisiert, insgesamt 16 Titel. „Wir haben beschlossen, die Instrumentalpalette der Gäste einzuschränken“, schreibt Davis in ihrem Booklet-Text und wählte daher die Gitarristen Bill Frisell und Julian Lage, die Pianisten Craig Taborn und Angelica Sanchez, die Schlagzeuger Billy Drummond und Marcus Gilmore sowie die Holzbläser Tim Berne und Don Byron. Erst später entstand die zweiteilige Struktur des Albums und innerhalb dieser Struktur „eine symmetrische, palindromische Sequenz“, schreibt Davis, „mit dem, was [Breskin] einen ‚Möbius Twist‘ in der Mitte nennt.“ Mit anderen Worten: Die Spieler rotieren einmal durch und dann noch einmal in umgekehrter Reihenfolge, wobei Frisell beginnt und endet. Der Übergang vom strukturierten Schreiben zur freien Improvisation fühlt sich völlig fließend und kontinuierlich an. „Außerdem“, so Davis weiter, „sind die Tracks nach Instrumenten gepaart, um einen kohärenten Fokus und die suggestive Andeutung (oder Illusion) eines ‚Phantom-Duos‘ zwischen jedem der Gitarristen, Pianisten, Schlagzeuger und Hornisten zu schaffen.“
Gespielt werden neben fünf Eigenkompositionen von Kris Davis zwei Standards, ganz im Einklang mit Davis’ Ansatz auf ihren Solo-Piano-Alben, hier der Monk-Klassiker „Eronel“, gespielt mit Billy Drummond, während Ellingtons „Prelude to a Kiss“ mit Don Byron auf der Klarinette interpretiert wird. Frisell eröffnet die CD mit der strengen Davis-Komposition „Prairie Eyes“ und schließt dann mit der nach ihm benannten Improvisation. Davis’ Komposition für ihr Duo mit Tim Berne, „Trip Dance for Tim“, ist vom Titel einer Berne-Komposition, „Hard Cell (for Tom)“, inspiriert.
Neben der Audio-CD enthält diese Veröffentlichung eine DVD mit von Mimi Chakarova aufgenommenen Videos jedes Duos, das im Splitscreen-Modus realisiert wurde.

## Titelliste
- Kris Davis: Duopoly (Pyroclastic Records)[1]

1. Prairie Eyes 6:04
2. Surf Curl 4:15
3. Fox Fire 8:58
4. Beneath the Leaves (Angelica Sanchez) 5:58
5. Eronel (Sadik Hakim, Idrees Sulieman, Thelonious Monk) 5:29
6. Dig & Dump 6:04
7. Trip Dance for Tim 6:34
8. Prelude to a Kiss (Duke Ellington) 4:21
9. Don Byron (Davis/Byron) 4:04
10. Tim Berne (Davis/Berne) 4:05
11. Marcus Gilmore (Dais/Gilmore) 3:34
12. Billy Drummond 4:15
13. Angelica Sanchez (Davis/Sanchez) 4:12
14. Craig Taborn (Davis/Taborn) 4:27
15. Julian Lage (Davis/Lage) 3:24
16. Bill Frisell (Davis/Frisell) 3:09

Wenn nicht anders vermerkt, stammen die Kompositionen von Kris Davis.

## Rezeption
Nach Ansicht von Mark Corroto, der das Album in All About Jazz rezensierte, ist das Konzept von Duopoly recht einfach. Jeder von Davis’ Mitarbeitern habe mit ihr eine Komposition, größtenteils von Davis selbst, und eine Improvisation aufgenommen. Für dieses Konzept habe sie ihr Netz weit ausgedehnt und Leute zusammengebracht, mit denen sie noch nie zuvor zusammengearbeitet hatte, außer mit dem Gitarristen Bill Frisell, der zusammen mit Davis auf Kermit Driscolls Reveille (2010) zu hören war. Wenn die jeweiligen Duo-Partner zum Instant Composing kommen, eine Eigenschaft, die alle Improvisationen gemeinsam hätten, würde das Ziel darin bestehen, ein vollständig geformtes Stück zu schaffen, und jede Paarung erreiche tatsächlich diese Ziele. Der spannende Aspekt hierbei sei, dass jedes mit unterschiedlichen Spielern erreicht werde.
Hin und wieder brauche die Jazz-Seele ein paar gute musikalische Dialoge, meinte Frank Alkyer im Down Beat, und Davis habe mit acht begabten Improvisatoren 16 Tracks voller Duett-Glückseligkeit geschaffen. Es sei unglaublich, die Unterschiede zwischen Künstlern, Instrumenten und Herangehensweisen zu hören, wobei Davis’ einzigartiger Pianismus als Stimme fungiere, die die gesamte Musik miteinander verbinde. Es sei auch fantastisch zu hören, wie einige der komponierteren Stücke, wie „Fox Fire“ mit Craig Taborn, wie reine Improvisation klingen, während Stücke in freier Form, wie „Don Byron“, vollständig komponiert klingen würden.
Dies sei eine elegant konzipierte und wunderschön verpackte Duettsammlung der vielversprechenden Pianistin, schrieb Andy Robson (Jazzwise). Die Programmierung der Stücke habe eine nette, palindromhafte Form, und diese [formalen] Begrenzungen würden den „freien“ Rand der Musik umso faszinierender machen, da sie gegen die von Davis aufgestellten Zwänge stoßen. Und natürlich sei der Fluss, der sich durch das Ganze ziehe, Davis‘ durchdachtes, oft sparsames Klavierspiel.